# New London Consort
New London Consort è un gruppo musicale inglese di musica antica, rinascimentale e barocca.

## Storia
Fondato da Philip Pickett, è uno dei principali ensemble inglesi di musica antica. Il gruppo nel corso degli anni ha esplorato un vasto repertorio musicale portando alla luce musiche non ancora edite e gettando nuova luce su capolavori già noti al pubblico.
Accanto ad una ricca discografia (pubblicata da Decca e Linn), il gruppo ha realizzato numerosi concerti dal vivo partecipando sia a numerosi festival sia ad oltre 120 trasmissioni andate in onda sulla emittente radiofonica inglese BBC Radio 3. Numerose sono state anche le partecipazioni alla realizzazione di colonne sonore di film e serie televisive, quali Tales from the Decameron (Channel 4), Shakespeare Series (BBC), Lady Jane, Robin Hood Prince of Thieves, A Man for all Seasons, Hamlet, Dangerous Beauty, Nostradamus ed Elizabeth.

## Discografia
La discografia del gruppo è pubblicata dalle Éditions de l'Oiseau-Lyre della Decca e dalla Linn.

### Musica medievale
- Carmina Burana 1 - (Decca "L'Oiseau-Lyre", 417 373-2) - Edison Award, Gramophone Award nomination
- Carmina Burana 2 (Decca "L'Oiseau-Lyre", 421 062-2)
- Carmina Burana 3 & 4 (Decca "L'Oiseau-Lyre", 425 117-2, 2 CD) - Edison Award
- The Feast of Fools (Decca "L'Oiseau-Lyre", 433 194-2)
- Songs of Angels. Chansons by Gautier de Coincy (Decca, 460 794-2) - Grammy nomination
- Visitatio. Medieval liturgical dramas and music for Holy Week from Cividale (Decca "L'Oiseau-Lyre", 455 489-2)
- Pilgrimage to Santiago (Decca "L'Oiseau-Lyre", 433 148-2, 2CD) - Edison Award/Gramophone Award nomination/Gramophone Critics' Choice
- Llibre Vermell of Montserrat (Decca "L'Oiseau-Lyre", 433 186-2) - Gramophone Critics' Choice
- Knightly Passions. The Songs of Oswald von Wolkenstein (Decca "L'Oiseau-Lyre", 444 173-2)
- Ars Subtilior. Late 14th-century chansons (Linn, CKD 039)

### Musica rinascimentale
- Trionfi and Florentine carnival music (Decca, 436 718-2)
- Mateo Flecha, Las Ensaladas (Decca "L'Oiseau-Lyre", 444 810-2)
- Tielman Susato, Danserye 1551 (Decca, 436 131-2) - Diapason d'Or/Ritmo Award/Gramophone Critics' Choice
- Michael Praetorius, Dances from Terpsichore (Decca, 414 633-2) - Gramophone Award nomination
- Nativitas. Christmas music by Praetorius, Scheidt, Schein, Walther (Decca "L'Oiseau-Lyre", 458 025-2)
- Music from the Time of Columbus (Linn, CKD 007)
- Jacobean Songs and Consort Music (Linn, CKD 011) - Gramophone Critics' Choice

### Monteverdi e i suoi contemporanei
- Virtuoso Italian Vocal Music, con Catherine Bott, musiche di Monteverdi, Caccini, Gagliano (Decca "L'Oiseau-Lyre", 417 260-2) - Gramophone Critics' Choice
- O Primavera (Virtuoso Italian Vocal Music repackaged) (Decca, 443 184-2)
- The Sylvan and Oceanic Delights of Posilipo (Decca "L'Oiseau-Lyre", 425 610-2) -  CD Classic Award
- Claudio Monteverdi, Vespers 1610 (Decca "L'Oiseau-Lyre", 425 823-2, 2CD) - Gramophone Award nomination
- Claudio Monteverdi, L'Orfeo (Decca "L'Oiseau-Lyre", 433 545-2, 2CD) - Gramophone Award nomination/Gramophone Critics' Choice
- Claudio Monteverdi, Ballo delle Ingrate, Combattimento, Tirsi e Clori (Decca "L'Oiseau-Lyre", 440 637-2)

### Opera inglese
- Matthew Locke, Psyche (Decca "L'Oiseau-Lyre", 444 336-2) - Gramophone Editor's Choice
- John Blow, Venus and Adonis (Decca "L'Oiseau-Lyre", 440 220-2) - Gramophone Critics' Choice

### Musica barocca
- Heinrich Ignaz Franz Biber, Requiem and string sonatas (Decca "L'Oiseau-Lyre", 436 460-2) - Gramophone Critics' Choice
- Biber e Schmelzer, Trumpet Music (Decca "L'Oiseau-Lyre", 425 834-2) - Ritmo Award
- Georg Philipp Telemann, Recorder Concertos (Decca "L'Oiseau-Lyre", 433 043-2)
- Georg Philipp Telemann, Water Music (Decca, 455 621-2)
- Antonio Vivaldi, Dixit Dominus and Gloria (Decca, 458 837-2)
- Johann Sebastian Bach, Brandenburg Concertos (Decca "L'Oiseau-Lyre", 440 675-2, 2CD) - Grammy nomination
- Johann Sebastian Bach, Orchestral Suites (Decca "L'Oiseau-Lyre", 452 000-2, 2CD)
- Johann Sebastian Bach, Magnificat. A Bach Christmas (Decca "L'Oiseau-Lyre", 452 920-2)
- Johann Sebastian Bach, Christmas Oratorio (Decca, 458 838-2, 2CD)